# 20e étape du Tour de France 2019
Pour un article plus général, voir Tour de France 2019.
La 20e étape du Tour de France 2019 se déroule le samedi 27 juillet 2019 entre Albertville et Val Thorens, sur une distance de 59,5 kilomètres.
L'étape était initialement prévue sur une distance de 130 kilomètres en empruntant le Cormet de Roselend et la côte de Longefoy, mais de violentes intempéries survenues la veille de l'étape ont provoqué des coulées de boue rendant la descente du Cormet de Roselend impraticable, contraignant les organisateurs à modifier le tracé en rejoignant directement le pied de la montée vers Val Thorens depuis Albertville.

## Parcours
L'étape est initialement prévue sur une distance de 130 kilomètres en empruntant le cormet de Roselend et la côte de Longefoy, mais les violentes intempéries survenues la veille (qui ont déjà contraint à l'arrêt prématuré de l'étape 19) ont provoqué des coulées de boue rendant la descente du Cormet de Roselend impraticable, contraignant les organisateurs à modifier le tracé.
Bien que les lieux de départ et arrivée restent inchangés, les coureurs évitent les deux principales côtes prévues en ralliant directement Moûtiers par la route nationale 90, qui n'était pas initialement au programme. La jonction entre le parcours programmé et celui improvisé a lieu au rond-point d'entrée à Moûtiers, au pied de la montée vers Val Thorens.
Le nouveau kilométrage de 69,5 km en fait la quatrième plus courte étape en ligne de l'histoire du tour. 
C'est la seconde arrivée à Val Thorens après la victoire de Nélson Rodríguez en 1994.

## Déroulement de la course
L'étape commence par une vingtaine de kilomètres de plat où un groupe de 29 coureurs parvient à s'extirper du peloton en deux temps, comprenant des coureurs comme Lilian Calmejane, Daryl Impey, Ilnur Zakarin ou encore Vincenzo Nibali. Leur avance atteint les 2 minutes 30 au pied de la montée vers Val Thorens, qui fait immédiatement une première sélection parmi les échappés. Seuls les plus forts restent en tête, dont Nibali, Périchon, Gallopin, Fraile et Zakarin. A l'arrière, les Jumbo-Visma impriment le tempo pour tenter de déstabiliser les Ineos et travailler pour leur leader Kruijswijk. A 19 km du sommet, Romain Bardet lâche prise, et son maillot à pois est en danger. Quelques kilomètres plus tard, c'est Julian Alaphilippe qui craque à son tour et perd progressivement du temps : il perd sa deuxième place et rétrograde jusqu'au cinquième rang. Devant, sentant le peloton revenir, Nibali place une attaque pour terminer la montée en solitaire. Dans le peloton, des attaques de Simon Yates et Nairo Quintana mettent en péril le maillot à pois de Bardet, mais ils sont finalement repris par le groupe maillot jaune. Les favoris ne s'attaquent pas jusqu'à l'arrivée et Nibali n'est finalement pas rejoint au sommet, remportant une nouvelle victoire d'étape dans le Tour de France. Valverde et Landa, ayant attaqué dans le final, terminent deuxième et troisième. L'étape n'aura finalement pas fait la différence : hormis Alaphilippe qui sort du podium au profit de Thomas et Kruijswijk, tous les porteurs des maillots distinctifs restent les mêmes : Bernal pour le classement général et le meilleur jeune, Bardet pour le classement de la montagne, et Sagan pour le classement par points. Les Movistar sont en tête du classement par équipes.

## Résultats

### Classement de l'étape
| Classement de la 20e étape | Classement de la 20e étape | Classement de la 20e étape | Classement de la 20e étape | Classement de la 20e étape |
|                            | Coureur                    | Pays                       | Équipe                     | Temps                      |
| -------------------------- | -------------------------- | -------------------------- | -------------------------- | -------------------------- |
| 1er                        | Vincenzo Nibali            | Italie                     | Bahrain-Merida             | en 1 h 51 min 53 s         |
| 2e                         | Alejandro Valverde         | Espagne                    | Movistar                   | + 10 s                     |
| 3e                         | Mikel Landa                | Espagne                    | Movistar                   | + 14 s                     |
| 4e                         | Egan Bernal                | Colombie                   | Ineos                      | + 17 s                     |
| 5e                         | Geraint Thomas             | Royaume-Uni                | Ineos                      | + 17 s                     |
| 6e                         | Rigoberto Urán             | Colombie                   | EF Education First         | + 23 s                     |
| 7e                         | Emanuel Buchmann           | Allemagne                  | Bora-Hansgrohe             | + 23 s                     |
| 8e                         | Steven Kruijswijk          | Pays-Bas                   | Jumbo-Visma                | + 25 s                     |
| 9e                         | Wout Poels                 | Pays-Bas                   | Ineos                      | + 30 s                     |
| 10e                        | Nairo Quintana             | Colombie                   | Movistar                   | + 30 s                     |
| modifier                   |                            |                            |                            |                            |

### Points attribués
| Sprint intermédiaire Villard-sur-Doron | Sprint intermédiaire Villard-sur-Doron | Sprint intermédiaire Villard-sur-Doron | Sprint intermédiaire Villard-sur-Doron | Sprint intermédiaire Villard-sur-Doron |
| -------------------------------------- | -------------------------------------- | -------------------------------------- | -------------------------------------- | -------------------------------------- |
|                                        | Coureur                                | Pays                                   | Équipe                                 | Point(s)                               |
| 1er                                    | Étape déviée - Aucun point distribué   |                                        |                                        |                                        |
| modifier                               |                                        |                                        |                                        |                                        |

| Arrivée d'étape Val Thorens (km 59,5) | Arrivée d'étape Val Thorens (km 59,5) | Arrivée d'étape Val Thorens (km 59,5) | Arrivée d'étape Val Thorens (km 59,5) | Arrivée d'étape Val Thorens (km 59,5) |
| ------------------------------------- | ------------------------------------- | ------------------------------------- | ------------------------------------- | ------------------------------------- |
|                                       | Coureur                               | Pays                                  | Équipe                                | Point(s)                              |
| 1er                                   | Vincenzo Nibali                       | Italie                                | Bahrain-Merida                        | 20                                    |
| 2e                                    | Alejandro Valverde                    | Espagne                               | Movistar                              | 17                                    |
| 3e                                    | Mikel Landa                           | Espagne                               | Movistar                              | 15                                    |
| 4e                                    | Egan Bernal                           | Colombie                              | Ineos                                 | 13                                    |
| 5e                                    | Geraint Thomas                        | Royaume-Uni                           | Ineos                                 | 11                                    |
| 6e                                    | Rigoberto Urán                        | Colombie                              | EF Education First                    | 10                                    |
| 7e                                    | Emanuel Buchmann                      | Allemagne                             | Bora-Hansgrohe                        | 9                                     |
| 8e                                    | Steven Kruijswijk                     | Pays-Bas                              | Jumbo-Visma                           | 8                                     |
| 9e                                    | Wout Poels                            | Pays-Bas                              | Ineos                                 | 7                                     |
| 10e                                   | Nairo Quintana                        | Colombie                              | Movistar                              | 6                                     |
| 11e                                   | Warren Barguil                        | France                                | Arkéa-Samsic                          | 5                                     |
| 12e                                   | Gregor Mühlberger                     | Autriche                              | Bora-Hansgrohe                        | 4                                     |
| 13e                                   | Lennard Kämna                         | Allemagne                             | Sunweb                                | 3                                     |
| 14e                                   | Marc Soler                            | Espagne                               | Movistar                              | 2                                     |
| 15e                                   | Adam Yates                            | Royaume-Uni                           | Mitchelton-Scott                      | 1                                     |
| modifier                              |                                       |                                       |                                       |                                       |

|   | \| \| Coureur \| Pays \| Équipe \| Bonifications \| \| - \| ------------------ \| ------- \| -------------- \| ------------- \| \| 1 \| Vincenzo Nibali \| Italie \| Bahrain-Merida \| 10 s \| \| 2 \| Alejandro Valverde \| Espagne \| Movistar \| 6 s \| \| 3 \| Mikel Landa \| Espagne \| Movistar \| 4 s \| |         |                |               |
|   | Coureur | Pays    | Équipe         | Bonifications |
| 1 | Vincenzo Nibali | Italie  | Bahrain-Merida | 10 s          |
| 2 | Alejandro Valverde | Espagne | Movistar       | 6 s           |
| 3 | Mikel Landa | Espagne | Movistar       | 4 s           |

### Cols et côtes
| Cormet de Roselend 1re catégorie (19,9km à 6,0%) | Cormet de Roselend 1re catégorie (19,9km à 6,0%) | Cormet de Roselend 1re catégorie (19,9km à 6,0%) | Cormet de Roselend 1re catégorie (19,9km à 6,0%) | Cormet de Roselend 1re catégorie (19,9km à 6,0%) |
| ------------------------------------------------ | ------------------------------------------------ | ------------------------------------------------ | ------------------------------------------------ | ------------------------------------------------ |
|                                                  | Coureur                                          | Pays                                             | Équipe                                           | Point(s)                                         |
| 1er                                              | Étape déviée - Aucun point distribué             |                                                  |                                                  |                                                  |
| modifier                                         |                                                  |                                                  |                                                  |                                                  |

| Côte de Longefoy 2e catégorie (6,6km à 6,5%) | Côte de Longefoy 2e catégorie (6,6km à 6,5%) | Côte de Longefoy 2e catégorie (6,6km à 6,5%) | Côte de Longefoy 2e catégorie (6,6km à 6,5%) | Côte de Longefoy 2e catégorie (6,6km à 6,5%) |
| -------------------------------------------- | -------------------------------------------- | -------------------------------------------- | -------------------------------------------- | -------------------------------------------- |
|                                              | Coureur                                      | Pays                                         | Équipe                                       | Point(s)                                     |
| 1er                                          | Étape déviée - Aucun point distribué         |                                              |                                              |                                              |
| modifier                                     |                                              |                                              |                                              |                                              |

| \| Val Thorens (km 59,5) Hors catégorie (33,4km à 5,5%) \| Val Thorens (km 59,5) Hors catégorie (33,4km à 5,5%) \| Val Thorens (km 59,5) Hors catégorie (33,4km à 5,5%) \| Val Thorens (km 59,5) Hors catégorie (33,4km à 5,5%) \| Val Thorens (km 59,5) Hors catégorie (33,4km à 5,5%) \| \| ---------------------------------------------------- \| ---------------------------------------------------- \| ---------------------------------------------------- \| ---------------------------------------------------- \| ---------------------------------------------------- \| \| \| Coureur \| Pays \| Équipe \| Point(s) \| \| 1er \| Vincenzo Nibali \| Italie \| Bahrain-Merida \| 40 \| \| 2e \| Alejandro Valverde \| Espagne \| Movistar \| 30 \| \| 3e \| Mikel Landa \| Espagne \| Movistar \| 24 \| \| 4e \| Egan Bernal \| Colombie \| Ineos \| 20 \| \| 5e \| Geraint Thomas \| Royaume-Uni \| Ineos \| 16 \| \| 6e \| Rigoberto Urán \| Colombie \| EF Education First \| 12 \| \| 7e \| Emanuel Buchmann \| Allemagne \| Bora-Hansgrohe \| 8 \| \| 8e \| Steven Kruijswijk \| Pays-Bas \| Jumbo-Visma \| 4 \| \| modifier \| \| \| \| \| |                    |             |                    |          |
| Val Thorens (km 59,5) Hors catégorie (33,4km à 5,5%) |                    |             |                    |          |
| | Coureur            | Pays        | Équipe             | Point(s) |
| 1er | Vincenzo Nibali    | Italie      | Bahrain-Merida     | 40       |
| 2e | Alejandro Valverde | Espagne     | Movistar           | 30       |
| 3e | Mikel Landa        | Espagne     | Movistar           | 24       |
| 4e | Egan Bernal        | Colombie    | Ineos              | 20       |
| 5e | Geraint Thomas     | Royaume-Uni | Ineos              | 16       |
| 6e | Rigoberto Urán     | Colombie    | EF Education First | 12       |
| 7e | Emanuel Buchmann   | Allemagne   | Bora-Hansgrohe     | 8        |
| 8e | Steven Kruijswijk  | Pays-Bas    | Jumbo-Visma        | 4        |
| modifier |                    |             |                    |          |

### Prix de la combativité
- Vincenzo Nibali (Bahrain-Merida)

## Classements à l'issue de l'étape

### Classement général
| Classement général | Classement général | Classement général | Classement général    | Classement général  |
|                    | Coureur            | Pays               | Équipe                | Temps               |
| ------------------ | ------------------ | ------------------ | --------------------- | ------------------- |
| 1er                | Egan Bernal        | Colombie           | Ineos                 | en 79 h 52 min 52 s |
| 2e                 | Geraint Thomas     | Royaume-Uni        | Ineos                 | + 1 min 11 s        |
| 3e                 | Steven Kruijswijk  | Pays-Bas           | Jumbo-Visma           | + 1 min 31 s        |
| 4e                 | Emanuel Buchmann   | Allemagne          | Bora-Hansgrohe        | + 1 min 56 s        |
| 5e                 | Julian Alaphilippe | France             | Deceuninck-Quick Step | + 3 min 45 s        |
| 6e                 | Mikel Landa        | Espagne            | Movistar              | + 4 min 23 s        |
| 7e                 | Rigoberto Urán     | Colombie           | EF Education First    | + 5 min 15 s        |
| 8e                 | Nairo Quintana     | Colombie           | Movistar              | + 5 min 30 s        |
| 9e                 | Alejandro Valverde | Espagne            | Movistar              | + 6 min 12 s        |
| 10e                | Warren Barguil     | France             | Arkéa-Samsic          | + 7 min 32 s        |
| modifier           |                    |                    |                       |                     |

### Classement par points
| Classement par points | Classement par points | Classement par points | Classement par points | Classement par points |
| --------------------- | --------------------- | --------------------- | --------------------- | --------------------- |
|                       | Coureur               | Pays                  | Équipe                | Point(s)              |
| 1er                   | Peter Sagan           | Slovaquie             | Bora-Hansgrohe        | 309 points            |
| 2e                    | Elia Viviani          | Italie                | Deceuninck-Quick Step | 224 pts               |
| 3e                    | Sonny Colbrelli       | Italie                | Bahrain-Merida        | 203 pts               |
| 4e                    | Michael Matthews      | Australie             | Sunweb                | 201 pts               |
| 5e                    | Caleb Ewan            | Australie             | Lotto-Soudal          | 198 pts               |
| 6e                    | Matteo Trentin        | Italie                | Mitchelton-Scott      | 180 pts               |
| 7e                    | Jasper Stuyven        | Belgique              | Trek-Segafredo        | 157 pts               |
| 8e                    | Greg Van Avermaet     | Belgique              | CCC                   | 149 pts               |
| 9e                    | Julian Alaphilippe    | France                | Deceuninck-Quick Step | 119 pts               |
| 10e                   | Dylan Groenewegen     | Pays-Bas              | Jumbo-Visma           | 116 pts               |
| modifier              |                       |                       |                       |                       |

### Classement du meilleur jeune
| Classement général du meilleur jeune | Classement général du meilleur jeune | Classement général du meilleur jeune | Classement général du meilleur jeune | Classement général du meilleur jeune |
|                                      | Coureur                              | Pays                                 | Équipe                               | Temps                                |
| ------------------------------------ | ------------------------------------ | ------------------------------------ | ------------------------------------ | ------------------------------------ |
| 1er                                  | Egan Bernal                          | Colombie                             | Ineos                                | en 79 h 52 min 52 s                  |
| 2e                                   | David Gaudu                          | France                               | Groupama-FDJ                         | + 23 min 29 s                        |
| 3e                                   | Enric Mas                            | Espagne                              | Deceuninck-Quick Step                | + 57 min 35 s                        |
| 4e                                   | Laurens De Plus                      | Belgique                             | Jumbo-Visma                          | + 1 h 2 min 44 s                     |
| 5e                                   | Gregor Mühlberger                    | Autriche                             | Bora-Hansgrohe                       | + 1 h 4 min 40 s                     |
| 6e                                   | Giulio Ciccone                       | Italie                               | Trek-Segafredo                       | + 1 h 20 min 20 s                    |
| 7e                                   | Lennard Kämna                        | Allemagne                            | Sunweb                               | + 1 h 38 min 12 s                    |
| 8e                                   | Tiesj Benoot                         | Belgique                             | Lotto-Soudal                         | + 2 h 6 min 59 s                     |
| 9e                                   | Nils Politt                          | Allemagne                            | Katusha-Alpecin                      | + 2 h 13 min 37 s                    |
| 10e                                  | Élie Gesbert                         | France                               | Arkéa-Samsic                         | + 2 h 32 min 33 s                    |
| modifier                             |                                      |                                      |                                      |                                      |

### Classement du meilleur grimpeur
| Classement du meilleur grimpeur | Classement du meilleur grimpeur | Classement du meilleur grimpeur | Classement du meilleur grimpeur | Classement du meilleur grimpeur |
| ------------------------------- | ------------------------------- | ------------------------------- | ------------------------------- | ------------------------------- |
|                                 | Coureur                         | Pays                            | Équipe                          | Point(s)                        |
| 1er                             | Romain Bardet                   | France                          | AG2R La Mondiale                | 86 points                       |
| 2e                              | Egan Bernal                     | Colombie                        | Ineos                           | 78 pts                          |
| 3e                              | Tim Wellens                     | Belgique                        | Lotto-Soudal                    | 74 pts                          |
| 4e                              | Damiano Caruso                  | Italie                          | Bahrein-Merida                  | 67 pts                          |
| 5e                              | Vincenzo Nibali                 | Italie                          | Bahrein-Merida                  | 59 pts                          |
| 6e                              | Simon Yates                     | Royaume-Uni                     | Mitchelton-Scott                | 59 pts                          |
| 7e                              | Nairo Quintana                  | Colombie                        | Movistar                        | 58 pts                          |
| 8e                              | Alexey Lutsenko                 | Kazakhstan                      | Astana                          | 45 pts                          |
| 9e                              | Steven Kruijswijk               | Pays-Bas                        | Jumbo-Visma                     | 44 pts                          |
| 10e                             | Mikel Landa                     | Espagne                         | Movistar                        | 42 pts                          |
| modifier                        |                                 |                                 |                                 |                                 |

### Classement par équipes
| Classement par équipes | Classement par équipes | Classement par équipes | Classement par équipes |
|                        | Équipe                 | Pays                   | Temps                  |
| ---------------------- | ---------------------- | ---------------------- | ---------------------- |
| 1re                    | Movistar               | Espagne                | en 239 h 45 min 51 s   |
| 2e                     | Trek-Segafredo         | États-Unis             | + 47 min 54 s          |
| 3e                     | Ineos                  | Royaume-Uni            | + 57 min 52 s          |
| 4e                     | EF Education First     | États-Unis             | + 1 h 25 min 57 s      |
| 5e                     | Bora-Hansgrohe         | Allemagne              | + 1 h 29 min 30 s      |
| 6e                     | Groupama-FDJ           | France                 | + 1 h 42 min 29 s      |
| 7e                     | Jumbo-Visma            | Pays-Bas               | + 1 h 52 min 55 s      |
| 8e                     | AG2R La Mondiale       | France                 | + 2 h 7 min 29 s       |
| 9e                     | UAE Emirates           | Émirats arabes unis    | + 2 h 9 min 35 s       |
| 10e                    | Astana                 | Kazakhstan             | + 2 h 27 min 17 s      |
| modifier               |                        |                        |                        |

## Le maillot jaune du jour
Chaque jour, un maillot jaune différent est remis au leader du classement général, avec des imprimés rendant hommage à des coureurs ou à des symboles qui ont marqué l'histoire de l'épreuve, à l'occasion du centième anniversaire du maillot jaune.
Ce maillot jaune est un clin d’œil à la montagne pour cette dernière étape alpestre.